# 桃园镇 (肥城市)
桃园镇，是中华人民共和国山東省泰安市肥城市下辖的一个乡镇级行政单位。

## 行政区划
桃园镇下辖以下地区：
白楼村、李庄村、后韩村、前韩村、营里村、高岭村、龙岗村、仁贵山村、囤头村、前鲁村、中鲁村、后鲁村、东魏店村、西魏店村、南北王村、潘庄王村、郭刘村、东伏村、桑杭村、里留村、三良村、业长村、张里村、上固村、中固村、涝洼村、西里村、北僧台村、南僧台村、纪家洼村、张家拔头村、罗汉村、黄庄村、龙阳村、顾庄村、东一村、东二村、东三村、东四村、长山洼村、黑牛山村和闫家洼村。

## 人口
2010年中国第六次人口普查时，桃园镇共有人口50638人。共有家庭15561户，平均每户3.21人。14岁以下的少年儿童共7719人，占总人口15.24%；15-64岁人口共37773人，占总人口74.59%；65岁及以上的老年人共5146人，占总人口的10.16%。男性共计24927人，占总人口49.22%；女性共计25711人，占总人口50.77%。本地居住的人口中，拥有本地户籍的人口为49798人，占98.34%。